# Syllectra erycata
Syllectra erycata là một loài bướm đêm trong họ Erebidae.

## Hình ảnh

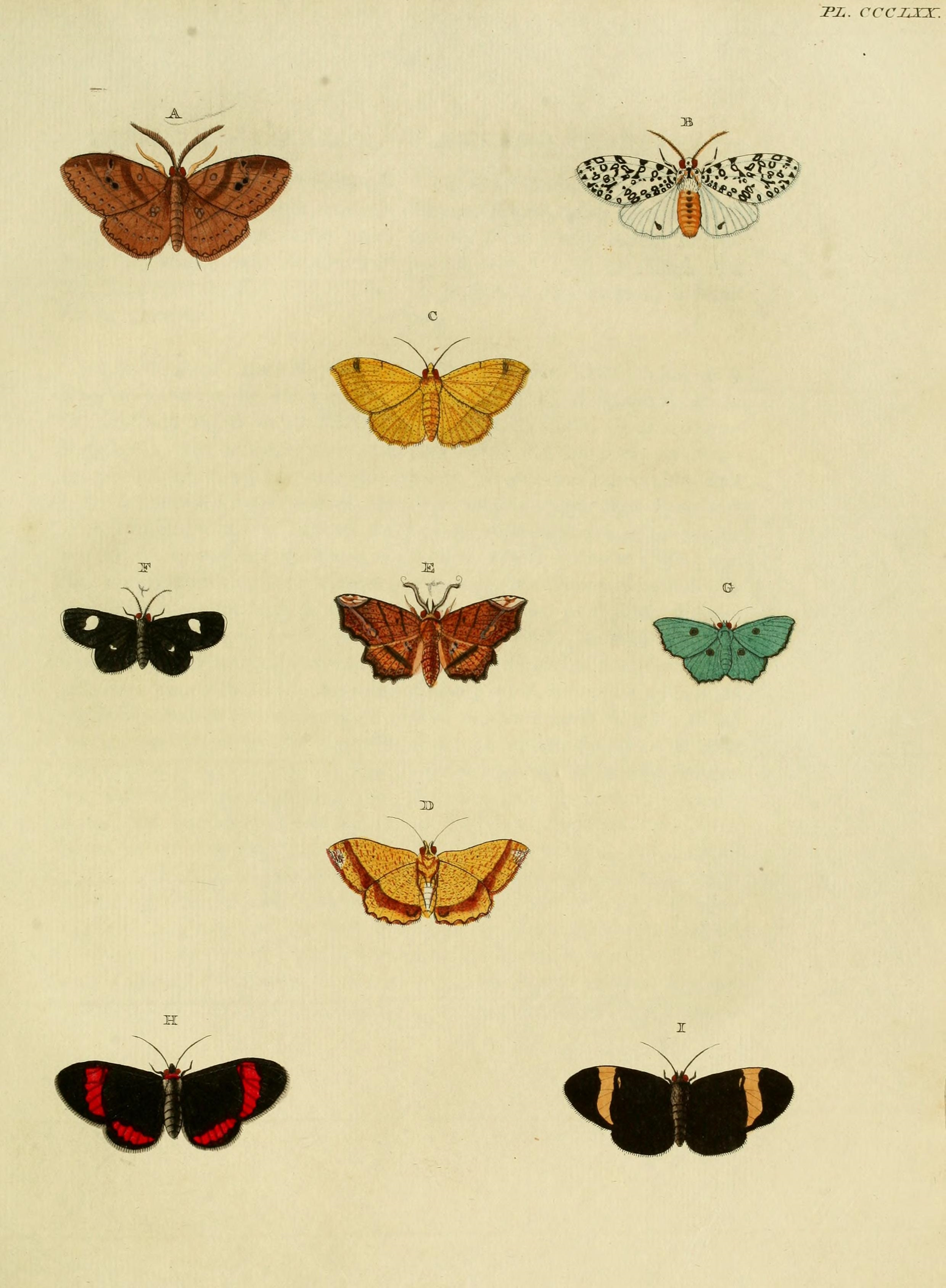